# 匈牙利社会民主党

1945年的社会民主党标志

匈牙利社会民主党（匈牙利語：Magyarországi Szociáldemokrata Párt，缩写为MSZDP）是匈牙利的一个社会民主主义政党。该党的起源可追溯至1890年12月12日成立的匈牙利社会民主党（前身是1880年成立的匈牙利总工人党）。现在的匈牙利社会民主党成立于1989年1月9日。该党的政治立场是中间偏左。该党的主席是拉斯洛·哈西洛。该党的总部位于布达佩斯。该党的青年翼是社会民主青年运动。该党曾是社会党国际和欧洲社会党的成员，由于该党不活跃而于2020年被两个组织开除。

## 名称
- 1890年—1939年：匈牙利社会民主党（1919年3月—8月，与匈牙利国共产党合并为匈牙利社会主义-共产主义工人党）
- 1939年—1948年：社会民主党
- 1956年10月—11月：社会民主党
- 1989年至今：匈牙利社会民主党